# Rolf Tröger
Rolf Tröger (* 4. Juli 1953) ist ein ehemaliger deutscher Fußballspieler, der in den 1970er und 1980er Jahren für die BSG Chemie Böhlen in der DDR-Oberliga, der höchsten Spielklasse im DDR-Fußball aktiv war.

## Sportliche Laufbahn
Seinen Einstand im höherklassigen Fußball gab Rolf Tröger bereits im Alter von 17 Jahren in der zweitklassigen DDR-Liga, wo er in der Saison 1970/71 für die Betriebssportgemeinschaft (BSG) Lokomotive Stendal zehn der 26 Punktspiele bestritt. 1971/72 kam er in zwanzig ausgetragenen DDR-Liga-Spielen neunmal zum Einsatz. Danach musste er einen 18-monatigen Wehrdienst in der Nationalen Volksarmee antreten, konnte dabei aber bei der Armeesportgemeinschaft (ASG) Vorwärts Löbau weiter in der DDR-Liga Fußball spielen. Als Soldat absolvierte er in den Spielzeiten 1972/73 und 1973/74 29 Spiele. Nach Ende seiner Armeezeit schloss sich Tröger der BSG Motor Ascota in Karl-Marx-Stadt an, mit der er in der Saison 1974/75 in der drittklassigen Bezirksliga Karl-Marx-Stadt spielte.
Zur Saison 1975/76 schloss sich Tröger dem DDR-Ligisten Chemie Böhlen an und bestritt von den 22 Punktspielen 20 Partien. In der Saison 1976/77 kam er in allen 20 Ligaspielen zum Einsatz, Böhlen erreichte als Staffelsieger die Aufstiegsrunde zur Oberliga und schaffte den Aufstieg. Tröger war auch in allen acht Qualifikationsspielen dabei. Auch in seiner ersten Oberligasaison absolvierte er 1977/78 alle Punktspiele, in den 26 Begegnungen wurde er in der Regel als Verteidiger eingesetzt. 1978/79 musste er in der Rückrunde fünf Wochen pausieren und kam so nur auf 21 Oberligaeinsätze. Die BSG Chemie schaffte diesmal nicht den Klassenerhalt und begann ab 1979/80 eine mehrjährige Phase als Fahrstuhlmannschaft zwischen Oberliga und DDR-Liga, den jeweiligen Abstiegen folgte stets der Wiederaufstieg. Ehe Tröger 1984 seine Fußballerlaufbahn beendete, spielte er noch dreimal in der DDR-Liga und zweimal in der Oberliga. In der Abstiegssaison 1982/83, seiner letzten Oberligasaison, schoss er am vorletzten Spieltag sein einziges Oberligator. Im Auswärtsspiel beim FC Karl-Marx-Stadt erzielte er bei der 2:3-Niederlage den zwischenzeitlichen 1:1-Ausgleich. Die letzte Saison seiner Karriere im landesweiten Spielbetrieb verbrachte Rolf Tröger 1983/84 als 30-Jähriger noch einmal in der DDR-Liga, wo er seine letzten zehn Punktspieleinsätze bestritt. Danach konnte er auf eine Bilanz von 86 Oberligaspielen mit einem Tor und 126 DDR-Ligaspielen mit drei Toren sowie von 22 Einsätzen in Aufstiegsspielen zurückblicken.